# Louise Winteler
Anna Christence Louise Winteler (25. marts 1834 i Heide – 31. marts 1925 i Odense) var en dansk lærerinde. Hun var datter af Matthias Winteler (Heide i Ditmarsken) og Louise Charlotte Volkens og blev uddannet til lærerinde i Altona i 1850-1851. Herefter blev hun privatlærerinde i Holsten i 1851 og fra 1853 privatlærerinde (tysksproget) i Odense.
I Odense grundlagde hun en dansksproget privatskole, der fra 1887 afholdt almindelig forberedelseseksamen og fra 1903 fik dimissionsret til studentereksamen. Staten overtog i 1918 skolen – Sct. Knuds Gymnasium.
Som en af de første i Danmark anvendte hun klasseundervisning og indførte som den første i Danmark skolekøkkenundervisning (i 1898).
Louise Winteler arbejdede desuden på, gennem udveksling af lærere, at fremme nordisk samarbejde og var desuden engageret i at forbedre vilkårene for lærere ved pigeskolerne.